# Museo dell'industria e del lavoro
Il Museo dell'industria e del lavoro (Musil) di Brescia è un'istituzione culturale, le cui finalità sono rappresentare la storia e l'attualità dell'industria e del lavoro, intrecciando la documentazione relativa al territorio bresciano con l'orizzonte nazionale. Il museo comprende i seguenti poli territoriali:
- il museo dell’energia idroelettrica di Cedegolo, in Valle Camonica, in un'imponente ex centrale di inizio Novecento;
- il museo del ferro di San Bartolomeo, a Brescia, in un’antica fucina integralmente conservata;
- il magazzino visitabile con mostra sul cinema di Rodengo Saiano, in Franciacorta, a servizio dell’intero sistema;
- la sede centrale, attualmente in fase di costruzione nell'area dell'ex stabilimento Tempini a Brescia.

## Storia e organizzazione
Il Musil è un progetto promosso inizialmente dalla Fondazione Luigi Micheletti, attraverso una lunga gestazione iniziata dagli anni Ottanta e perseguita con le prime collezioni all'inizio degli anni Novanta del Novecento.
La Fondazione Musil, istituita il 21 giugno 2005, ha il compito di gestire unitariamente le tre sedi museali esistenti e di coordinare le attività per la realizzazione della sede centrale in Brescia città.
L'atto costitutivo della Fondazione musil è stato sottoscritto dai seguenti enti: Regione Lombardia, Provincia di Brescia, Comune di Brescia, Comunità Montana di Valle Camonica, Comune di Cedegolo, Comune di Rodengo Saiano, Università degli Studi di Brescia, Fondazione Civiltà Bresciana, A2A, Fondazione Luigi Micheletti.

## Il Museo dell’energia idroelettrica (Valle Camonica)
La centrale di Cedegolo fu costruita nel 1909-1910 ed è opera di Egidio Dabbeni, architetto bresciano di fama europea. Il percorso museografico del museo, inaugurato nel 2008, racconta il percorso dell'acqua, dal suo formarsi nell'atmosfera al suo precipitare sulla terra, sino all'arrivo nella centrale idroelettrica, dov'è trasformata in elettricità.
Recenti interventi hanno consentito di dotare il museo di nuovi spazi espositivi con l’allestimento della grande piattaforma sospesa nella ex sala macchine e al terzo piano dell’edificio, mentre il recupero del vasto e suggestivo sotterraneo è dedicato a una ricca programmazione di mostre temporanee ed eventi.
Nel 2015 il museo è stato riconosciuto quale anchor point dell’European Route of Industrial Heritage, la “strada” europea che raccoglie i principali siti del patrimonio industriale continentale.

## Il Museo del ferro di San Bartolomeo (Brescia)
Il Museo del ferro sorge a San Bartolomeo, un borgo suburbano inglobato nel comune di Brescia a fine XIX secolo. A partire dalla fine degli anni Ottanta del ‘900, a opera della Fondazione Civiltà Bresciana e, successivamente, del Musil, sono stati recuperati l’edificio e la canalizzazione esterna, assicurando inoltre il ripristino funzionale della fucina e della ruota del maglio.
Si tratta di un luogo che restituisce il paesaggio urbano della Brescia di inizio Novecento, caratterizzato anche nell’attuale centro storico da un intrico di canali, ruote e piccoli opifici.
Il museo è localizzato in un antico opificio dove era operativo un maglio (restaurato e funzionante) e un impianto in cui venivano molati i ferri prodotti nella vicina Valle Trompia.

## Il Magazzino visitabile di Rodengo Saiano
La struttura è stata inaugurata all'inizio di aprile del 2009 grazie a un intervento dell'arch. Schuwerk su un edificio industriale privo di qualità architettoniche. La facciata è costituita da una grande scatola in acciaio e vetro dove è esposta una selezione di grandi reperti.
In questa sede, visitabile solo su appuntamento, si concentrano le principali collezioni di macchine e reperti sull’industria manifatturiera locale e nazionale.
Gran parte della collezione del Musil è esposta nell'ampio magazzino, dove i reperti sono accompagnati da materiale d'archivio e raggruppati per aree tematiche (comunicazione, meccanica, informatica, tessile, ecc.). Gli oggetti medio-piccoli sono disposti su scaffalature industriali.
Una parte del patrimonio è esposta nella mostra permanente dedicata al cinema, con macchine e pellicole, che ricostruisce i cicli tecnologici tipici di uno stabilimento cinematografico novecentesco. Tra le collezioni più significative si segnalano macchine, prodotti e semilavorati della Gamma Film, tra cui gli oltre duemila "caroselli" e i relativi rodovetri.
Un'altra collezione di primo piano è quella sull'informatica. Vengono organizzate anche mostre a tema, in collaborazione con l'associazione culturale Retrocampus, come Computer Stories - Scene da un passato prossimo: da Alan Turing a Steve Jobs del 2023, oppure Bitstory del 2024, che comprendeva computer d'epoca funzionanti e incontri con testimoni ed esperti di informatica storica.

## La sede centrale
La sede centrale del Musil è prevista nella ex Metallurgica Tempini, una delle più importanti industrie di Brescia. Il restauro proposto dall'architetto Klaus Schuwerk mira a conservare quanto più possibile la struttura e l'atmosfera originarie, a partire dall'illuminazione naturale che caratterizzava la fabbrica.
Il progetto prevede la riqualificazione di una larga parte del citato edificio industriale, per un’area di circa 8.000 m2, e la sua riconversione in spazio museale valorizzando e reinterpretando le strutture esistenti al fine di fare dialogare questi spazi industriali storici con i volumi di nuova realizzazione.
Nella sede centrale sono previsti spazi per l'esposizione permanente e mostre temporanee, aree per convegni, eventi aziendali, attività educative ed esperienziali rivolte a tutte le fasce di età.

## Altre attività
Oltre alle attività svolte nelle singole sedi, il Musil organizza varie iniziative, tra cui il Concorso Nazionale Roberto Gavioli e Museums in Short.
Il Concorso Nazionale “Roberto Gavioli” è un premio per documentari sul lavoro lanciato nel 2008. La Giuria, presieduta da Gian Piero Brunetta, è composta da: Luca Bigazzi, René Capovin (segretario), Nino Dolfo, Ruggero Eugeni, Gian Luca Farinelli, Giacomo Gatti, Franco Piavoli, Pier Paolo Poggio, Sergio Toffetti, Flavio Vida, Rocco Vitale.
Museums in Short è un premio lanciato dal Musil nel 2012 rivolto a "corti" prodotti da musei europei. Il concorso mira a promuovere il ruolo dei musei quali soggetti attivi nella sperimentazione di nuovi linguaggi audiovisivi. Tra i vincitori si segnalano: Victoria and Albert Museum, Van Gogh Museum, Riverside Museum, Freud Museum.